# Honnihalli, Hukeri
Honnihalli là một làng thuộc tehsil Hukeri, huyện Belgaum, bang Karnataka, Ấn Độ.